# I mastini della guerra
I mastini della guerra (The Dogs of War) è un romanzo scritto da Frederick Forsyth pubblicato nel 1974.
Il libro trae spunto dall'esperienza diretta fatta da Forsyth in Biafra, dove ha avuto modo di conoscere profondamente l'ambiente degli ufficiali e dei soldati mercenari, le loro psicologie irregolari, i legami che li tengono avvinti l'uno all'altro o l'odio esasperato e feroce che li separa e li contrappone come nemici irriducibili.

## Trama
Il libro comincia con la scoperta, da parte di sir Charles Manson, proprietario della ManCon, una multinazionale della City, di un enorme giacimento di platino all'interno di una montagna, chiamata la Montagna di Cristallo. Per ottenerne il controllo, l'azienda arriva a decidere di impiegare un mercenario per rovesciare il governo della nazione africana in cui si trova il giacimento, lo Zangaro. Uno degli associati, Michael Endean, si muove per trovare il professionista migliore sulla piazza, individuandolo in Charles Alfred Thomas Shannon (detto "Cat" per via delle sue iniziali), mentre un altro per identificare un oppositore molto malleabile del governo dello Zangaro per sostituire il sanguinario presidente; questo viene individuato in Antoine Bobi, "colonnello" dell'esercito della Repubblica dello Zangaro e appartenente ad una tribù rivale di quella del presidente in carica, ma altrettanto sanguinario e privo di scrupoli, fuggito dal paese perché visto dal dittatore come un possibile rivale. Shannon, una volta sotto contratto, si muove per tutta l'Europa contattando la sua squadra ed i mercanti d'armi, ma prenderà anche informazioni sul suo datore di lavoro che farà di tutto per rimanere nell'ombra. Dopo essere entrato in contatto con la figlia di Manson, con la quale ha una relazione, entra anche nel mirino di un mercenario francese che non ha gradito di essere stato scartato nella selezione a favore di Shannon.

## Opere derivate
Il libro ha ispirato l'omonimo film diretto da John Irvin, con Christopher Walken (James Shannon) e Tom Berenger.

## Edizioni in italiano
- I mastini della guerra, traduzione di Bruno Oddera, Collana Omnibus, Milano, Arnoldo Mondadori Editore, 1974,  p. 428.
- Frederick Forsyth, Il giorno dello sciacallo: Dossier Odessa: I mastini della guerra, Milano: Club del libro , 1981
- Frederick Forsyth; I mastini della guerra, trad. di Bruno Oddera, Milano: Oscar Mondadori, 2012